# 푸깜야오군
푸깜야오군은 파야오주의 행정 구역이다. 이 지역의 총 인구 수는 2005년 기준으로 22659명이다. 인구 밀도는 106.0km2이다.

## 행정 구역
| 번호 | 지명      | 태국어 지명 |  | 인구  |  |
| ---- | --------- | ----------- |  | ----- |  |
| 1.   | Huai Kaeo | ห้วยแก้ว      |  | 8,917 |  |
| 2.   | Dong Chen | ดงเจน       |  | 9,217 |  |
| 3.   | Mae Ing   | แม่อิง        |  | 4,525 |  |